# Turbanella mikrogada
Turbanella mikrogada is een buikharige uit de familie Turbanellidae. Het dier komt uit het geslacht Turbanella. Turbanella mikrogada werd in 2008 voor het eerst wetenschappelijk beschreven door Hummon. 